# Папандреу, Георгиос (старший)
Гео́ргиос Папандре́у-ста́рший (греч. Γεώργιος Παπανδρέου (πρεσβύτερος), 13 февраля 1888 — 1 ноября 1968) — греческий политик.

## Биография
Родился в провинции Ахея. Учился на юриста в Афинах и в Берлине. Под влиянием правого крыла немецкой социал-демократии стал сторонником социальных реформ, но одновременно и жёстким антикоммунистом.
Был членом основанной в 1910 году Либеральной партии, один из близких соратников Элефтериоса Венизелоса. Был управляющим островов Лесбос (номарх, 1915) и Хиос (генерал-губернатор, 1917—1920). В 1920 году был вынужден бежать в Константинополь от политических преследований, но в следующем году вернулся в Афины. Публично требовал ограничения политической власти короля, за что провел несколько месяцев в тюрьме. В 1921 году едва избежал покушения со стороны террориста-монархиста.
Между 1923 и 1933 годами занимал ряд министерских постов (министра внутренних дел в 1923, финансов в 1925, образования в 1930—1932 и транспорта 1933 году), но в 1926 году был вынужден вновь временно покинуть Грецию вследствие обострения политической борьбы. С 1926 года непрерывно избирался депутатом от Либеральной партии. В 1935 году организовал Демократическую партию, позже переименованную в Демократическую социалистическую партию и Партию Георгиоса Папандреу. Вследствие правительственных пертурбаций и установления правой диктатуры Иоанниса Метаксаса в августе 1936 года в очередной раз побывал в изгнании на островах Эгейского моря.
Принимал участие во Второй мировой войне, в ходе которой попал в плен к итальянцам (1942). В 1944 бежал на Ближний Восток, где участвовал в правительстве в изгнании, а в апреле 1944 стал его премьер-министром в Каире. В октябре 1944 правительство вернулось в освобожденные от оккупационных войск Афины, однако просуществовало только до января 1945. Впрочем, в качестве «правительства национального единства» оно успело разоружить и распустить прокоммунистические силы антифашистского Сопротивления, Греческую национально-освободительную армию (ЭЛАС).
В 1946—1951 годах Папандреу вновь был депутатом и министром, заместителем председателя правительства. В 1961 году избран руководителем объединения либеральных партий «Союз центра» («Объединение центра»). На выборах победить ему не удалось, однако в 1963 году убийство депутата от Единой демократической левой партии Григориса Ламбракиса, к которому оказалось косвенно причастно правительство правой партии Национальный радикальный союз (ЭРЭ), спровоцировало правительственный кризис; Папандреу добился роспуска парламента, и на новых выборах его коалиция набрала 42 % голосов. Перевыборы понадобились уже через месяц — набрав более половины голосов, Папандреу обеспечил себе господство в политической жизни страны и должность премьер-министра (в ноябре — декабре 1963 и феврале — июле 1965). Правительство Папандреу провозгласило программу «политической, экономической и социальной демократии».
В 1965 году Папандреу ушёл в отставку из-за конфликта с королём Константином (эти события известны как роялистский переворот «Апостасия»), впоследствии потерял контроль над «Союзом центра» и ушел в оппозицию. Последовал очередной период политической смуты при активном участии дворца, который закончился 21 апреля 1967 переворотом «черных полковников». Папандреу был арестован, вскоре переведен под домашний арест; скончался в 1968 году.
Другие видные политики, принадлежащие к этой династии: Андреас Папандреу (сын Георгиоса) и Георгиос Папандреу-младший — его внук. Отцом первой жены Георгиоса-старшего Софии был Зыгмунт Минейко — участник Польского восстания, ставший греческим инженером.